# Jean Guiton

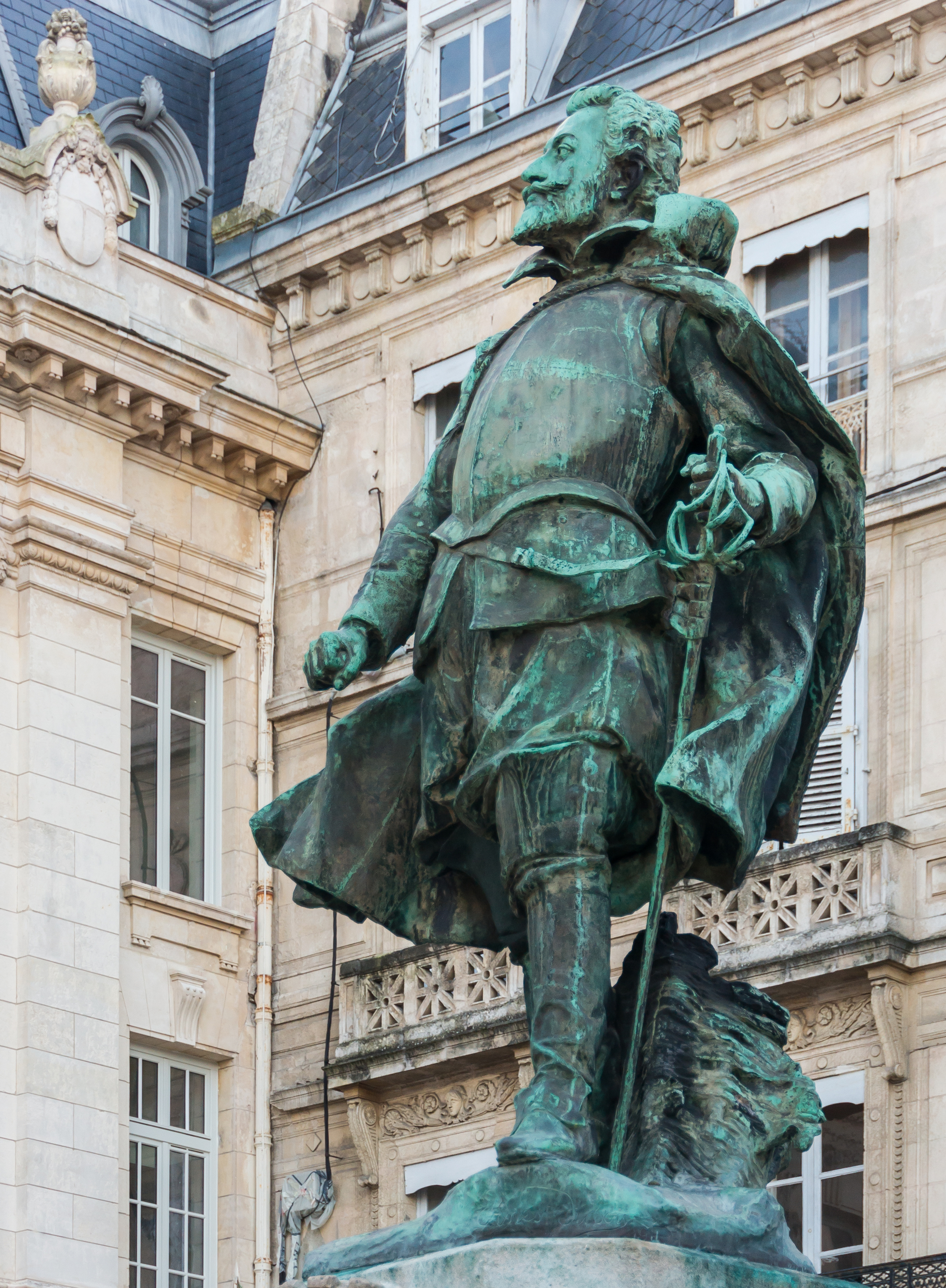
Jean Guiton (1585-1654).

Jean Guiton, född 1585 död 1634, var en fransk hugenott.
Guiton föddes i La Rochelle och förde i kriget 1621-22 med skicklighet och framgång befälet över hugenotternas flotta i kriget mot de kungliga. Då kriget på nytt utbröt 1625, led Guiton ett nederlag och måste fly till England. Här valdes han till borgmästare över sin belägrade hemstad och försvarade den till det yttersta. Efter dess fall måste Guiton gå i landsflykt men tilläts snart återvända och blev till och med kapten i franska flottan.